# Kishan Hirani
Kishan Hirani (* 2. Juni 1992 in Cardiff) ist ein walisischer Snookerspieler. Durch den Gewinn seiner Gruppe bei der Q School 2018 wurde er für die Main-Tour-Saisons 2018/19 und 2019/20 Profispieler.

## Karriere
Hirani nahm seit 2010 häufig an PTC-Turnieren teil, größere Erfolge feierte er aber nie. Nachdem er 2016 noch in der Qualifikation verloren hatte, überstand er beim Paul Hunter Classic 2017 die Qualifikation, verlor aber in der ersten Hauptrunde gegen Chris Wakelin. 2016 gewann er ein Qualifikationsturnier für das Amateurturnier Snookerbacker Classic; 2018 besiegte er Daniel Norris im Finale der Jack Carney Memorial Trophy. Darüber hinaus hatte Hirani im Laufe der Jahre an verschiedenen Events der Pontin’s International Open Series, der EBSA Amateur Play Offs und der Q School teilgenommen und hatte dabei einige Male höhere Runden erreicht, aber stets die Qualifikation für die Snooker Main Tour knapp verpasst. Beim dritten Q-School-Turnier 2018 erreichte er jedoch das Entscheidungsspiel und besiegte in diesem Simon Bedford mit 4:2, sodass er anschließend für zwei Jahre Profispieler werden konnte.
Hiranis erste Profisaison war jedoch geprägt von frühen Niederlagen. Lediglich bei vier Turnieren konnte er je ein Spiel gewinnen, verlor aber in diesen Fällen jeweils in der anschließenden Runde. Somit war er zum Saisonende nur auf Rang 118 der Weltrangliste geführt. Die Saison 2019/20 lief jedoch etwas besser und Hirani konnte insgesamt sechs Spiele gewinnen, sodass er unter anderem die Runde der letzten 32 des German Masters erreichte. Dennoch reichte seine Weltranglistenposition am Ende der Saison nicht für eine Qualifikation für die nächste Saison, sodass Hirani seinen Profistatus verlor. Anschließend verpasste er bei der Q School durch drei frühe Niederlagen die sofortige Wiederqualifikation.